# David Corenswet
David Thomas Corenswet est un acteur et producteur américain né le 8 juillet 1993 à Philadelphie, Pennsylvanie aux États-Unis.
Il est notamment connu pour son rôle de River Barkley dans la série télévisée The Politician ainsi que pour celui de Jack Castello dans la mini-série Hollywood, dont il est également l'un des producteurs délégués. 
En 2022, il est choisi pour porter à l'écran une nouvelle version de Superman au sein du DC Universe de James Gunn. Il succède ainsi à de nombreux acteurs ayant interprété le rôle, le plus récent étant Henry Cavill.

## Biographie
David Packard Corenswet a grandi dans la ville de Philadelphie dans l'état de Pennsylvanie. Son père, John Corenswet, est un ancien acteur de théâtre.
Enfant, il joue dans plusieurs pièces de théâtre professionnelles dont une version de Ils étaient tous mes fils. Par la suite, il étudie à la Juilliard School de New York où il est diplômé en arts dramatiques en 2016.

## Carrière

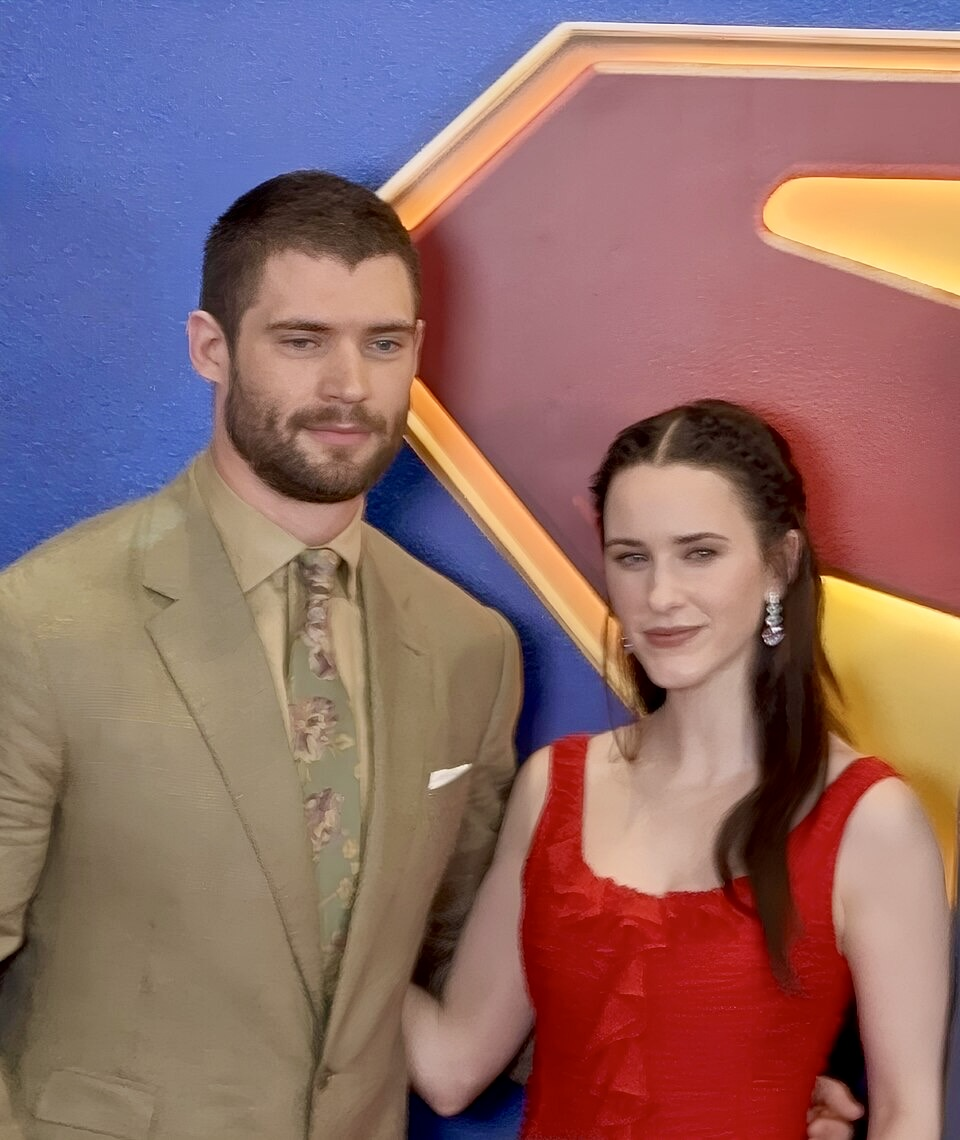
Corenswet avec sa co-vedette de Superman, Rachel Brosnahan, lors d’un événement pour les fans à Manille en 2025.

David Corenswet commence sa carrière de film en 2011 avec un rôle dans le court-métrage Following Chase pour lequel il participe également à l'écriture. En 2014, il lance la web-série Moe & Jerryweather avec son ami Adam Langdon. Les deux hommes produisent, écrivent et réalisent même certains épisodes eux-mêmes.
En 2018, il décroche son premier rôle principal dans un long-métrage avec le film Affairs of State d'Eric Bross, distribué par le service Prime Video aux États-Unis. Néanmoins, le film passe inaperçu et c'est l'année suivante que Corenswet se fait connaitre du grand public avec le rôle de River Barkley dans The Politician, la première série du trio Ryan Murphy, Brad Falchuk et Ian Brennan à destination du service Netflix.
En 2020, il retrouve Ryan Murphy dans la mini-série Hollywood qu'il rejoint en tant qu'acteur mais également en tant que producteur délégué.
En 2022, il est présent dans la mini-série We Own This City. En juin 2023, il est confirmé qu'il sera le nouveau Clark Kent / Kal-El.

## Filmographie

### Cinéma

#### Longs métrages
- 2018 : Affairs of State d'Eric Bross : Michael Lawson
- 2019 : The Sunlit Night de David Wnendt : Scott Glenn
- 2019 : Project Pay Day de Greg Koorhan : Un maître-nageur (caméo)
- 2022 : Pearl de Ti West : le projectionniste
- 2022 : Une vie ou l'autre (Look Both Ways) de Wanuri Kahiu : Jake
- 2024 : Twisters de Lee Isaac Chung : Scott
- 2025 : Superman de James Gunn : Clark Kent / Superman
- 2026 : Supergirl de Craig Gillespie : Clark Kent / Superman

#### Courts métrages
- 2011 : Following Chase de Greg Koorhan : Ted
- 2013 : Michael and Clyde de Jessica Way : Clyde

### Télévision

#### Séries télévisées
- 2015 : One Bad Choice : Reggie Shaw
- 2017 : Elementary : Houston Spivey
- 2018 : Instinct : Spencer Baymoore
- 2018 : House of Cards : Reed
- 2019 - 2020 : The Politician : River Barkley
- 2020 : Hollywood : Jack Castello
- 2020 : Instinct : Spencer Baymoore
- 2022 : We Own This City : David McDougall
- 2023 : The Answers : Christopher Skye

### En tant que producteur
- 2014-2016 : Moe & Jerryweather (web-série)
- 2020 : Hollywood (série télévisée)

### Autres activités
- 2011 : Following Chase (court-métrage) de Greg Koorhan - scénariste
- 2014-2016 : Moe & Jerryweather (web-série) - co-créateur, scénariste (17 épisodes), monteur (17 épisodes), compositeur et réalisateur (5 épisodes)
- 2018 : Perfect Little Parcel (court-métrage) de Max Woertendyke - monteur et directeur de la photographique
- 2018 : Sink Sank Sunk (web-série) : Monteur (3 épisodes)
- 2019 : Campfire Alpha (court-métrage) d'Alex Breaux - monteur
- 2019 : CakeFace (court-métrage) d'Alex Breaux - monteur et directeur de la photographie